# Reuth (Eifel)
Reuth település Németországban, Rajna-vidék-Pfalz tartományban. Lakosainak száma 176 fő (2023. december 31.).

## Népesség
A település népességének változása:
| Lakosok száma | 238  | 170  | 167  | 167  | 178  | 176  |
|               | 1975 | 2017 | 2019 | 2021 | 2022 | 2023 |